# Soubor věcí Buštěhradské dráhy
Soubor věcí Buštěhradské dráhy v Praze je soubor dopravních staveb na části železniční trati z Prahy do Hostivic, který zasahuje do tří katastrů – Smíchov, Hlubočepy a Radlice. Je chráněn jako nemovitá kulturní památka České republiky.

## Historie
Soubor nádražních a železničních staveb a objektů pochází převážně z období po roce 1870. Některé objekty vznikaly ve 20. letech 20. století.

## Popis
Soubor je tvořen těmito stavbami (ve směru od centra Prahy):

### Hlubočepy
- Most přes trať v ulici Nový Zlíchov při čp. 288 (parc. 1771) – kamenný viadukt s půlkruhovým obloukem a zbytky klasicistního architektonického členění.[1]50°2′55″ s. š., 14°24′28″ v. d.
- Viadukt na Zlíchově v ulici Nad Zlíchovem (parc. 1771) – kamenný viadukt, oblouky půlkruhové s klenáky.[1]50°2′45″ s. š., 14°24′25″ v. d.
- Strážní domek čp. 57 (parc. 1774) – objekt je dochován ve hmotě a hlavních architektonických rysech, zčásti je zbaven detailů.[1]50°2′32″ s. š., 14°24′10″ v. d.
- Opěrná kamenná zeď náspu při čp. 57 (parc. 1771) – s kamenným půlkruhově zaklenutým tunelem pod tratí; je z kvádrového zdiva, oblouk s klenáky.[1][2]50°2′31″ s. š., 14°24′8″ v. d. (orientační)
- Kamenný oblouk ve svahu za čp. 57 (parc. 1771) – půlkruhový kamenný vynášecí oblouk je tvořený shodně se stavbou viaduktů z kamenných lícovaných kvádrů s architektonickými prvky nesenými kamennými krakorci.[1]50°2′29″ s. š., 14°24′7″ v. d.
- Vysoký viadukt (parc. 1777) – druhý z vysokých viaduktů, který překlenuje údolí Dalejského potoka. Má pět plných oblouků s pilíři z kamenného kvádrového zdiva, kolem záklenků oblouků je zdivo z řádkovaných kvádříků. Pilíře vycházejí ze zaoblených zesílených patek a směrem nahoru se zužují. Viadukt je zakončen profilovanou římsou.[1][p. 1]50°2′29″ s. š., 14°23′26″ v. d.

### Smíchov
- Viadukt v ulici Na Konvářce/U Dívčích hradů (parc. 5005) – podjezd pod železničním náspem je segmentově zakončen a lemován armováním a klenáky. Zdivo z kvádříků z místního vápence je zakončeno prostou římsou, zábradlí je mladší. Zaklenutí viaduktu cihelnou segmentovou klenbou.[1]50°3′8″ s. š., 14°24′15″ v. d.

### Radlice
- Strážní domek čp. 38 (parc. 569 – u přejezdu, ulice Výmolova; přízemní stavba se 2 trojúhelníkovými štíty, směrem k dráze je nízká přístavba. Ve štítu má okrouhlé okénko, při druhém vnější dřevěné schodiště ke vstupu na půdu. Fasáda je hladká, lemována lisenovými rámci. Okna bez šambrán jsou dodatečně rozšířena.[1]50°3′22″ s. š., 14°23′35″ v. d.
- Viadukt pod tratí (parc. 565/1) – východně od následujícího viaduktu[p. 2][1]50°3′22″ s. š., 14°23′20″ v. d. (orientační)
- Viadukt v Radlicích, na cestě z Radlické do Prokopského údolí (parc. 565/1) – přímý překlad na pilířích vyzděných řádkovaným zdivem z opracovaných kvádrů z hrubším povrchem, líc překladu s tvrdou omítkou s nízkým vpadlým polem, na straně od Radlické ulice plastický dekorativní letopočet 1924.[1]50°3′22″ s. š., 14°23′13″ v. d.
- Areál železniční stanice Praha-Jinonice, čp. 39 a 40 (parc.565/1, 567, 568) – v areálu jsou památkově chráněny přijímací a kancelářská budova čp. 40, strážní domek čp.39, dva přízemní provozní objekty, dřevěná skladiště a drobná dřevěná hradla.[1]50°3′19″ s. š., 14°22′40″ v. d.

## Galerie

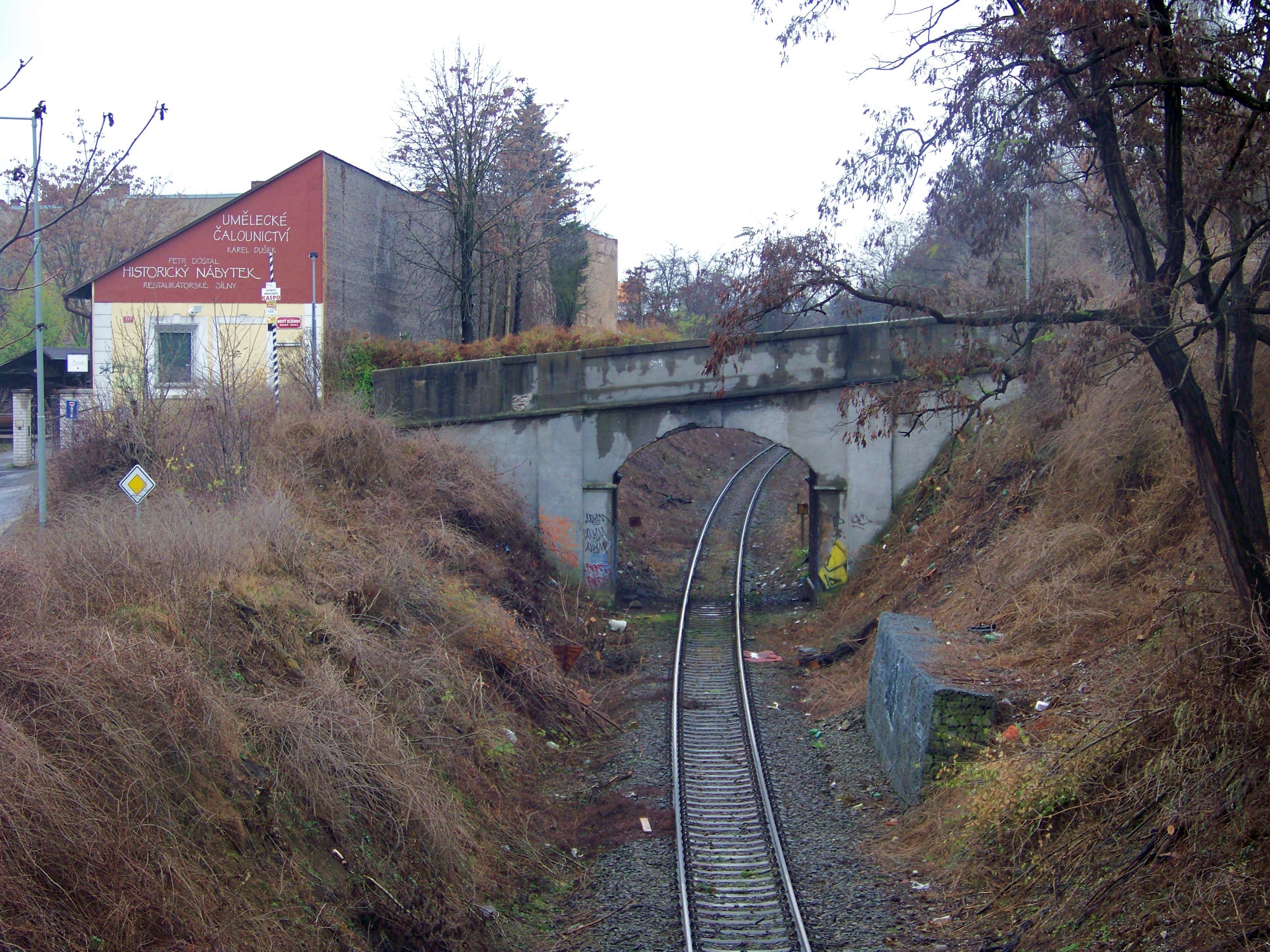
Most ulice Nový Zlíchov, Hlubočepy
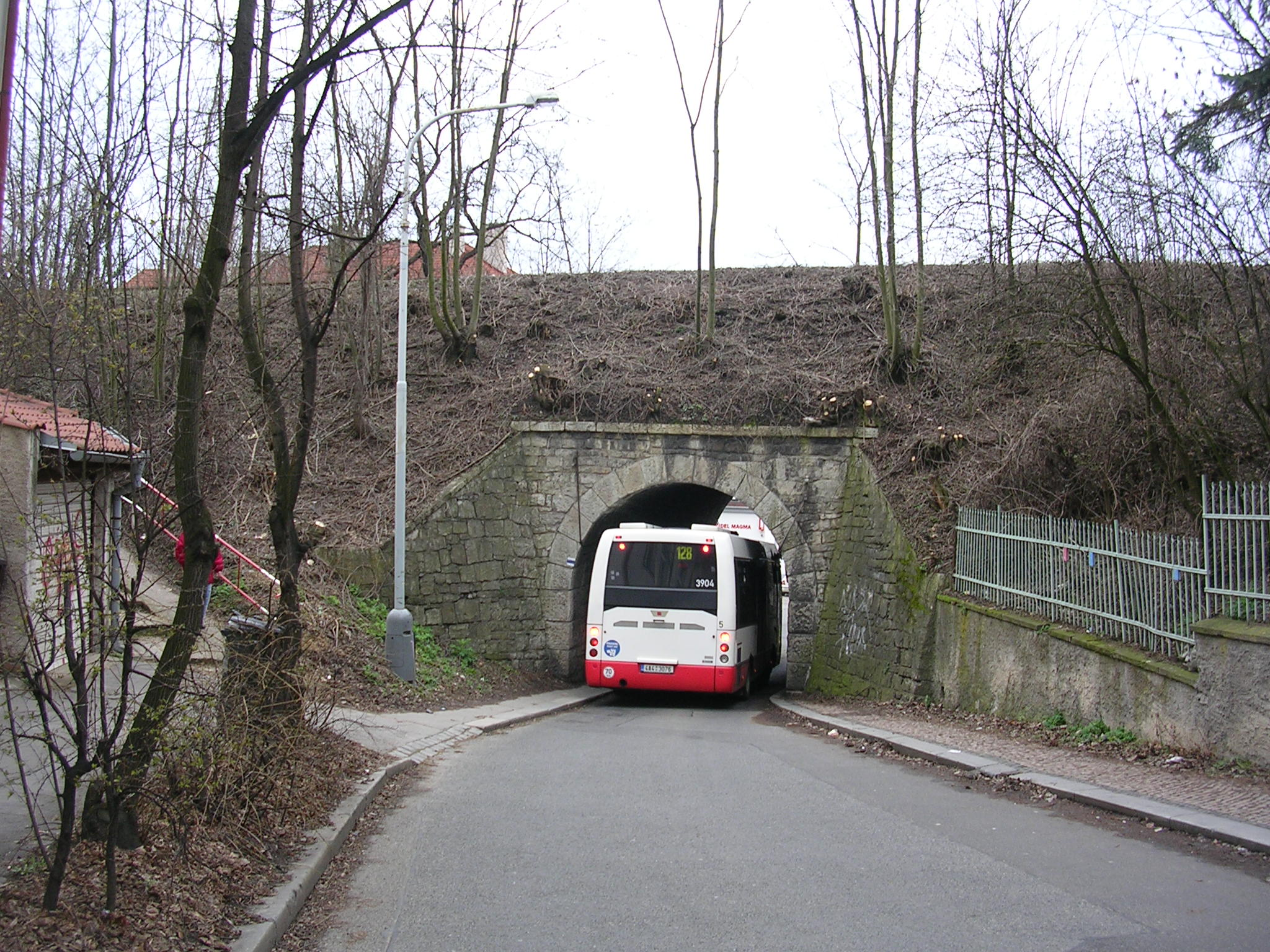
Viadukt v ulici Nad Zlíchovem, Hlubočepy
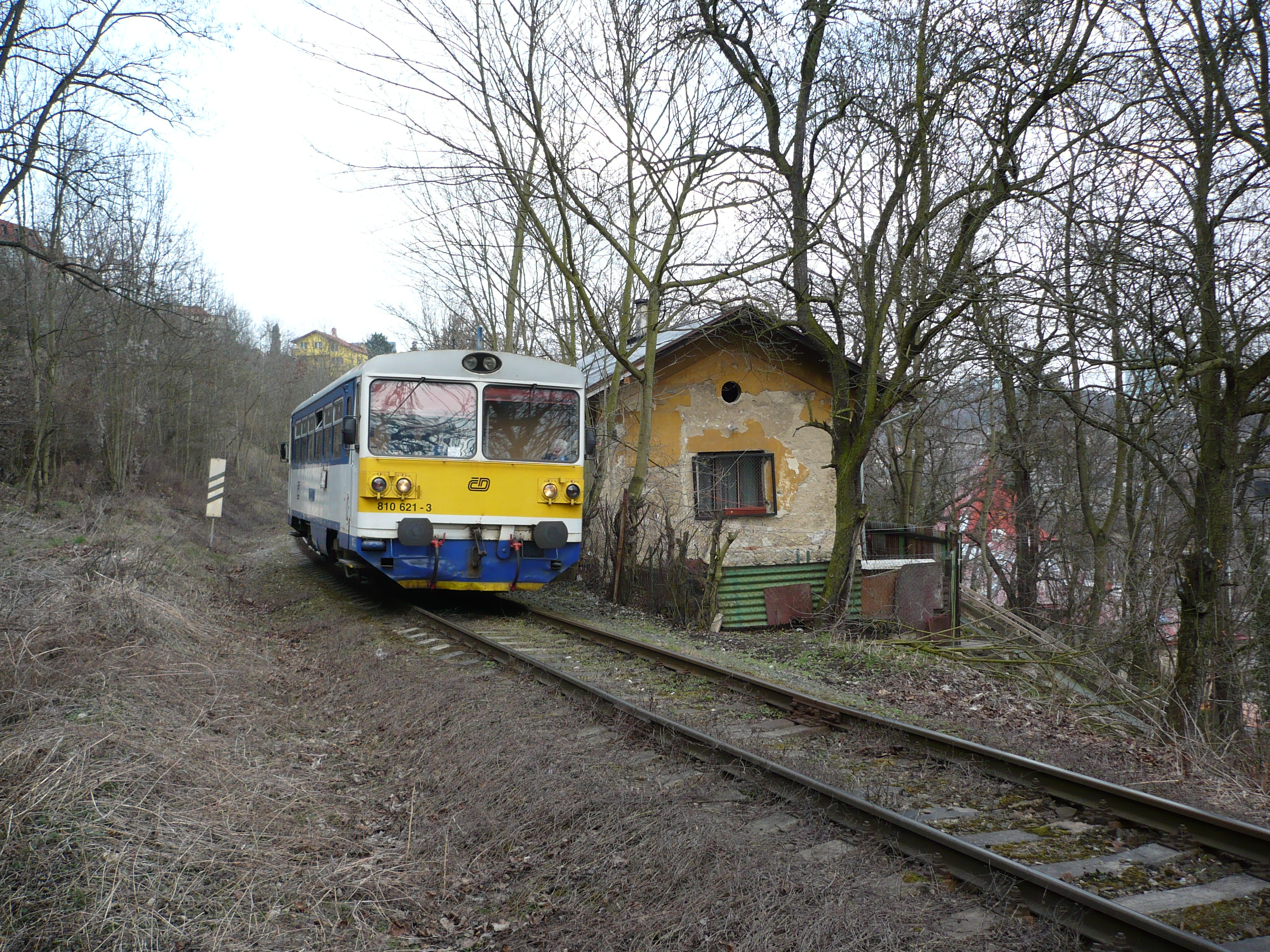
Strážní domek, Hlubočepy
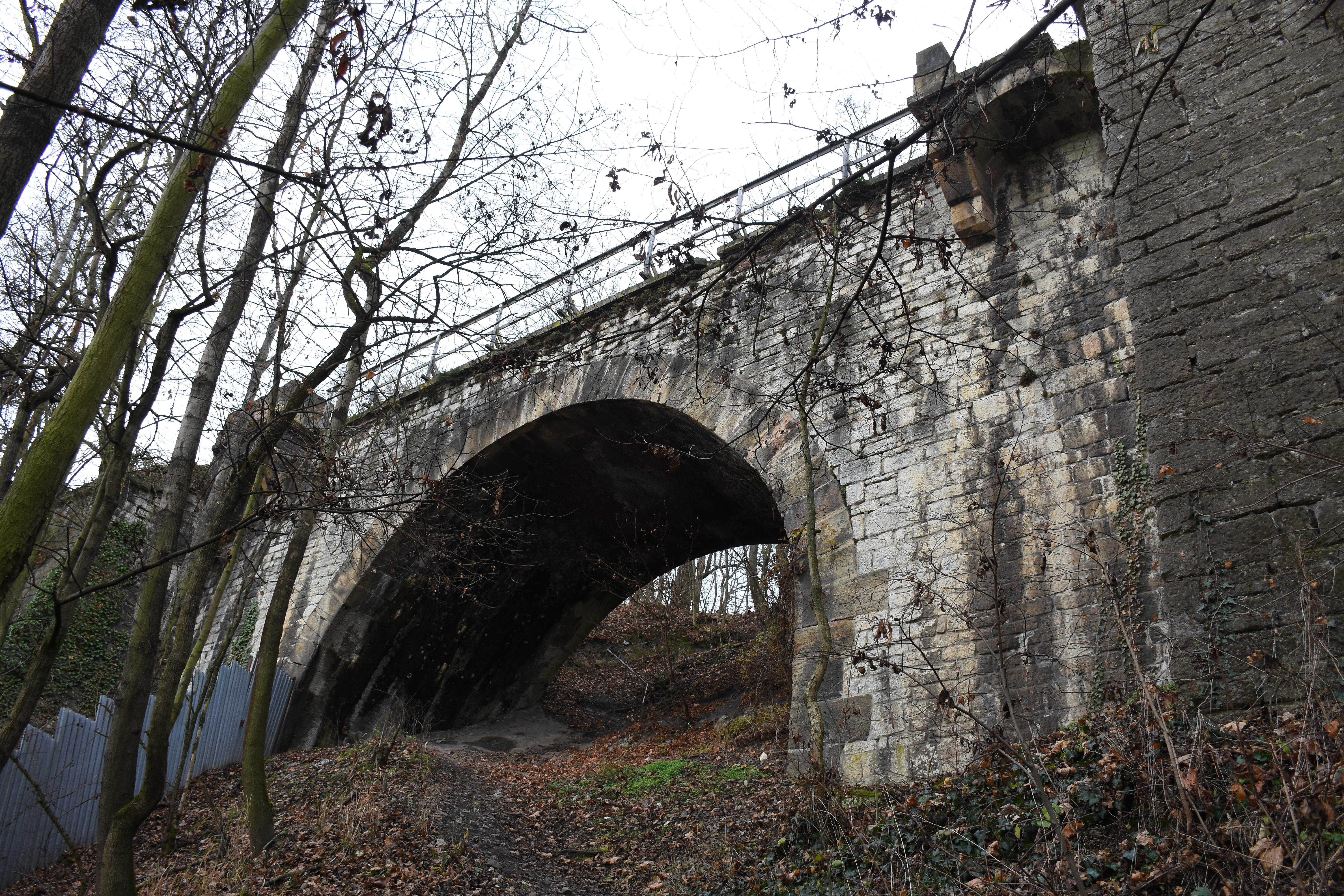
Kamenný oblouk ve svahu, Hlubočepy
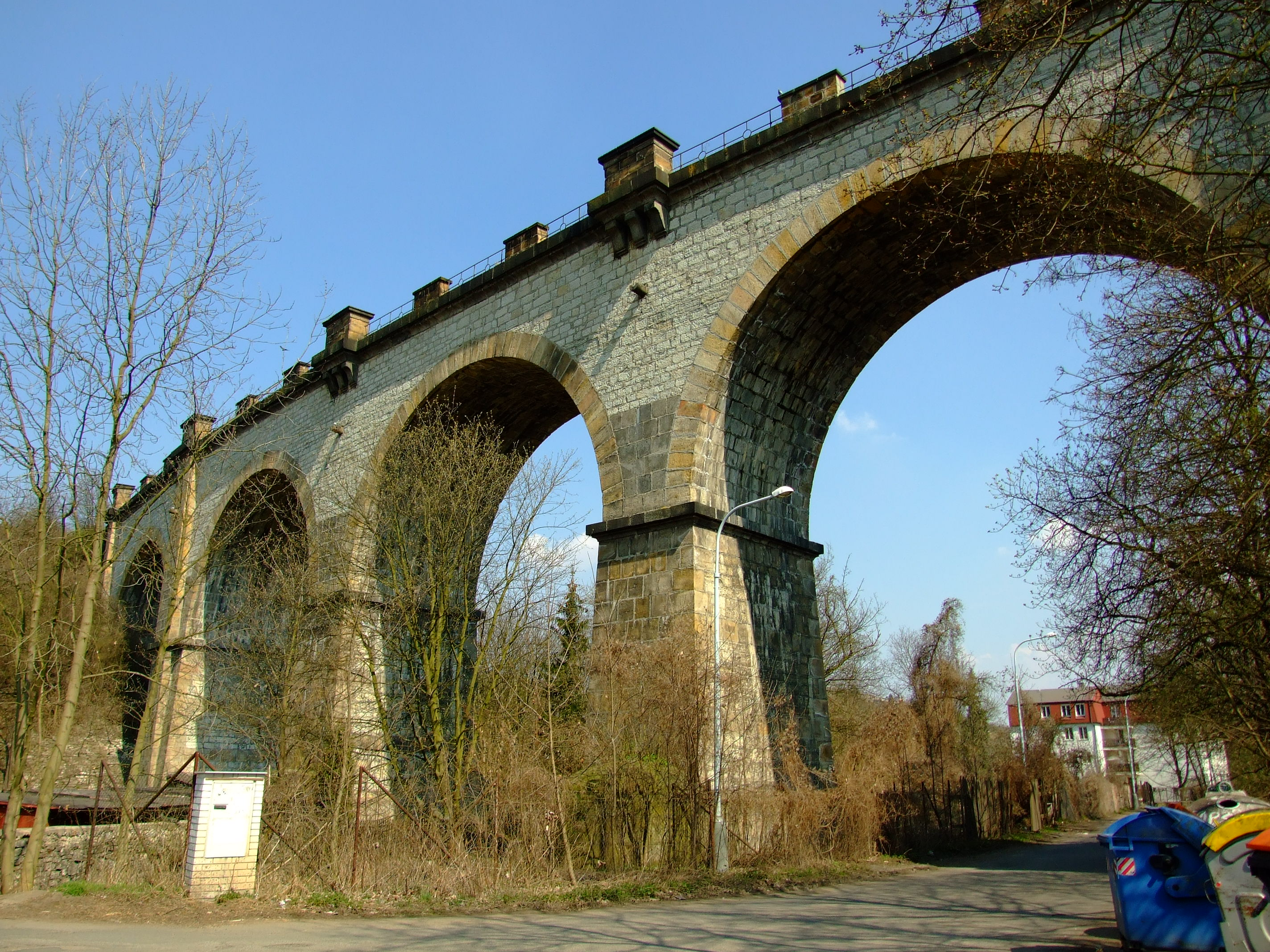
Viadukt Pražského Semmeringu, Hlubočepy
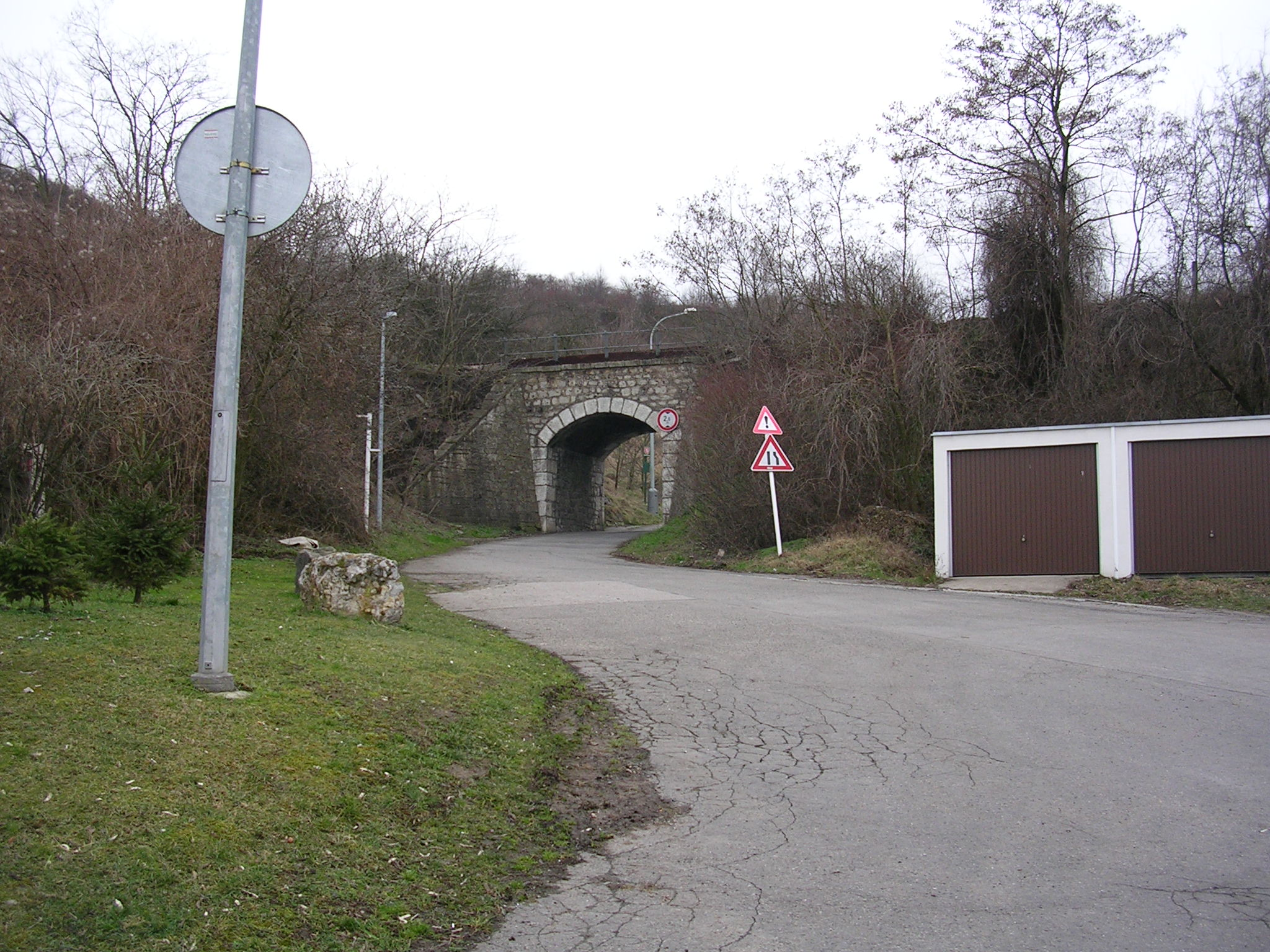
Viadukt v ulici Na Konvářce, Smíchov
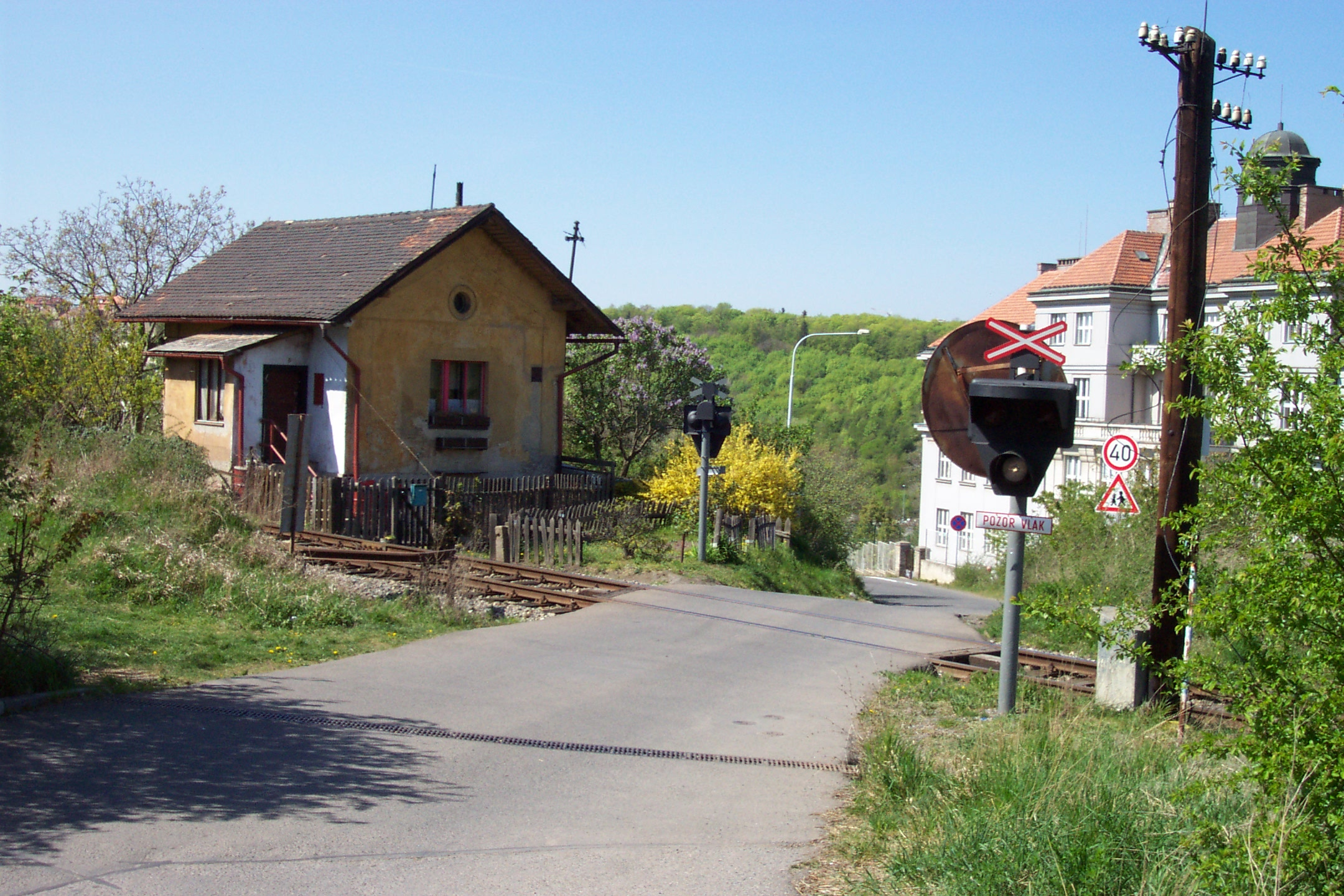
Strážní domek u přejezdu, Radlice
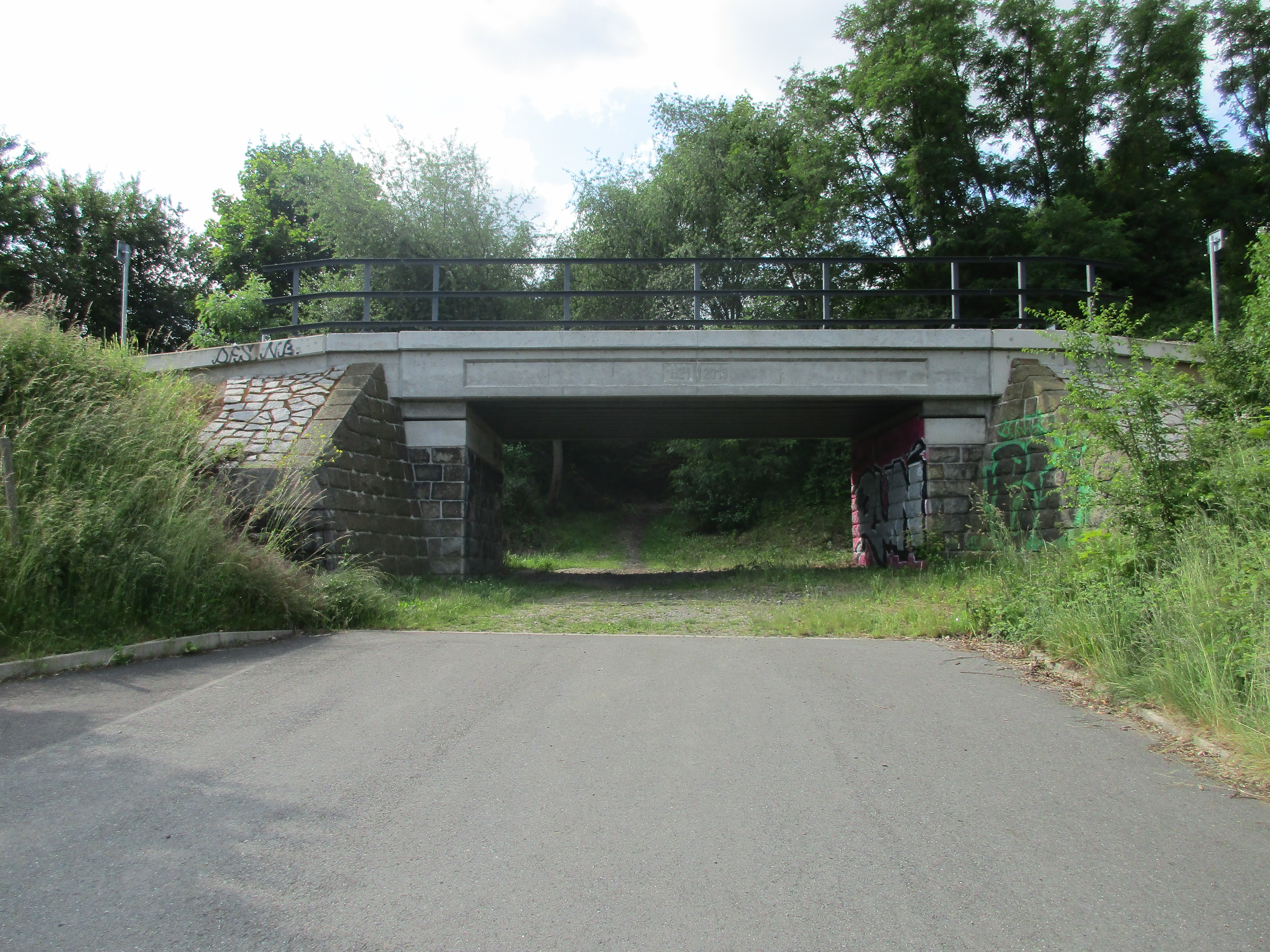
Viadukt na cestě z Radlické do Prokopského údolí, Radlice
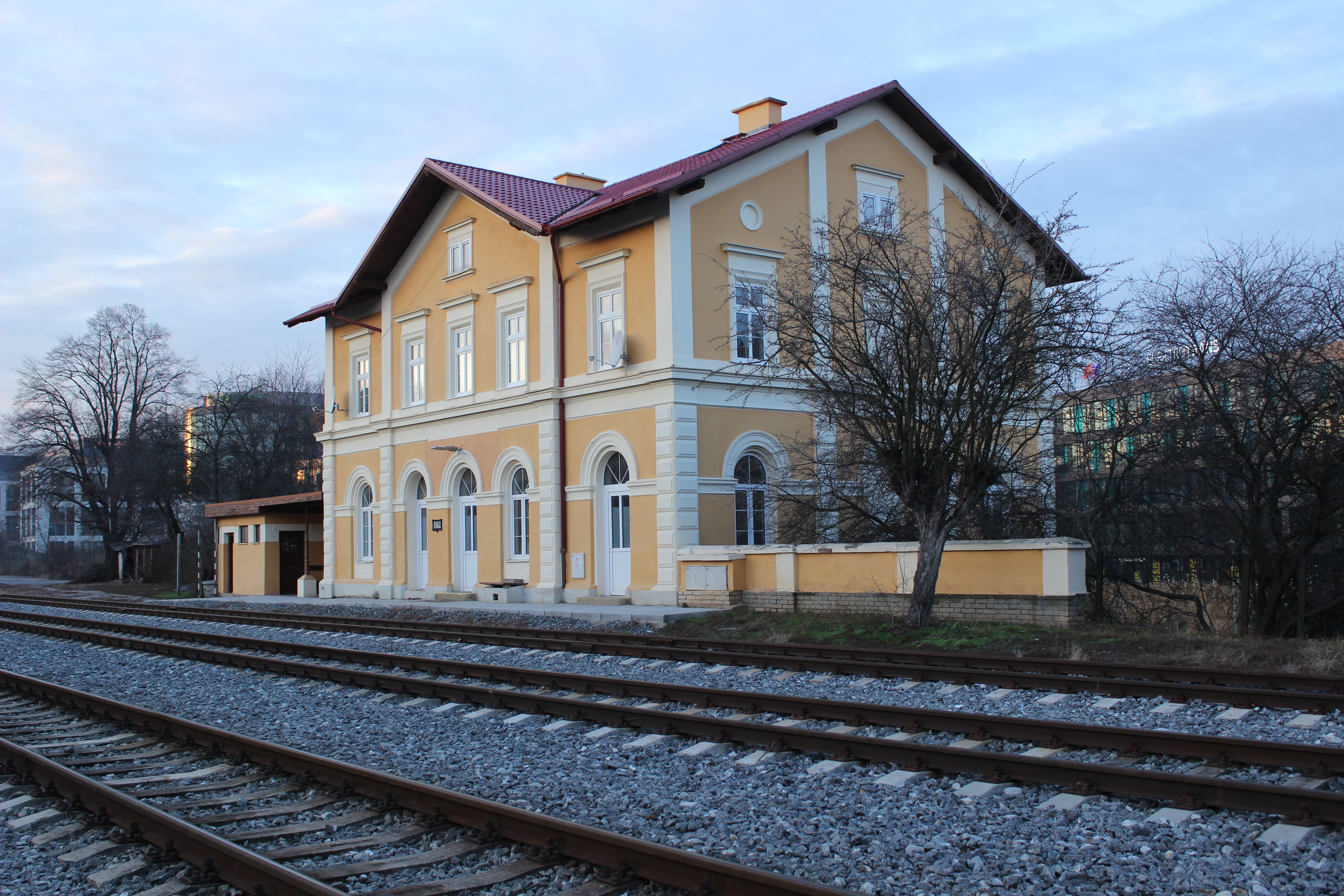
Bývalá nádražní budova Praha-Jinonice, Radlice